# Arthur Eaglefield Hull
Arthur Eaglefield Hull (ur. 10 marca 1876 w Market Harborough, zm. 4 listopada 1928 w Londynie) – brytyjski pisarz muzyczny i kompozytor.

## Życiorys
Uczył się teorii u Charlesa Pearce’a i gry na fortepianie u Tobiasa Matthaya. W 1903 roku uzyskał tytuł naukowy doktora muzyki na Uniwersytecie Oksfordzkim. Działał w Huddersfield, gdzie założył Chamber Music Society (1900) i kolegium muzyczne (1908). Od 1912 roku wydawał czasopismo „The Monthly Musical Record”. W 1918 roku założył British Music Society.
W 1924 roku pod jego redakcją ukazał się pionierski na ówczesne czasy leksykon A Dictionary of Modern Music and Musicians, dziś mający już znaczenie wyłącznie historyczne. Dzieło to zawierało wiele błędów rzeczowych, w 1926 roku zostało przełożone na język niemiecki przez Alfreda Einsteina, który w trakcie tłumaczenia wprowadził do niego poprawki. 
W 1927 roku wydał pracę Music. Classical, Romantic and Modern, zawierającą liczne plagiaty z publikacji innych autorów. Gdy po ujawnieniu falsyfikatu książkę wycofano z dystrybucji, Hull wskoczył pod pociąg na stacji kolejowej Huddersfield. Zmarł kilka tygodni później w wyniku odniesionych obrażeń.

## Publikacje
(na podstawie materiałów źródłowych)
- Organ Playing, Its Technique and Expression (1911)
- Modern Harmony: Its Explanation and Application (1914, 3. wyd. 1923)
- The Sonata in Music (1916)
- Scriabin (1916)
- Modern Musical Styles (1916)
- Design or Construction in Music (1917)
- Harmony for Students (1918)
- Cyril Scott (1918)
- Music. Classical, Romantic and Modern (1927)
- Bach’s Organ Works (1929)